# قرص السك

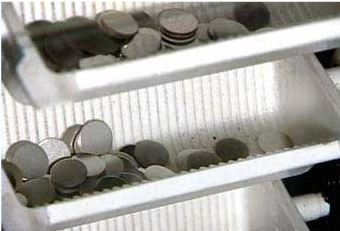
أقراص سك قبل وضعها في مكبس دمغ العملة

قرص السك  هو قرص معدني مدور يدمغ في دار سك العملة كي يصبح عملة نقدية.

## عملية التصنيع
تصنع أقراص السك من صفائح معدنية ذات تركيب سبائكي خاص، حيث تشغل على شكل أقراص ذات سماكة محددة وفق المواصفات المطلوبة، إلا أن قطرها يكون أكبر بقليل من القياس النهائي المطلوب. تخضع الأقراص بعد ذلك إلى عملية تلدين حراري (أو تخمير) عند درجات حرارة تصل إلى حوالي 750 °س قبل أن تترك لتبرد ثم تطرّق آلياً لإزالة الإطار من على القرص للحصول على القطر المطلوب. بعد ذلك تسك العملة بالدمغة المطلوبة.